# Сан Коломбано (Бреша)
Сан Коломбано је насеље у Италији у округу Бреша, региону Ломбардија.
Према процени из 2011. у насељу је живело 762 становника. Насеље се налази на надморској висини од 980 м.